# Oberhain
Oberhain é uma localidade e antigo município da Alemanha localizado no distrito de Saalfeld-Rudolstadt, estado de Turíngia.
Pertence ao Verwaltungsgemeinschaft de Mittleres Schwarzatal. Desde 1 de janeiro de 2019, forma parte do município de Königsee.